# Dziura w Stole
Dziura w Stole – jaskinia w Dolinie Tomanowej w Tatrach Zachodnich. Wejście do niej położone jest w zboczu Ciemniaka, w grani Stołów, na wysokości 1905 metrów n.p.m. Długość jaskini wynosi 16 metrów, a jej deniwelacja około 5,5 metra.

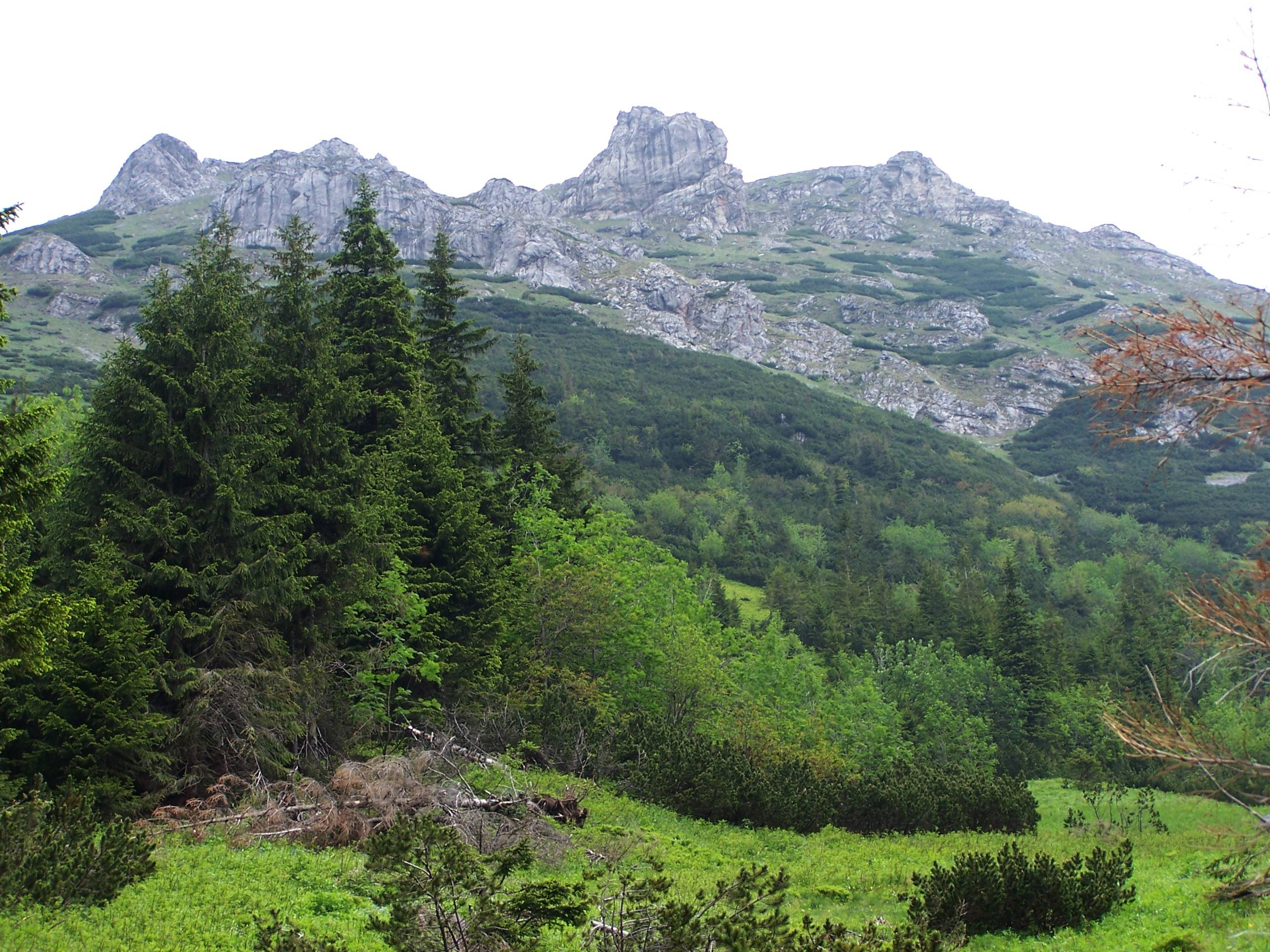
Stoły w Dolinie Tomanowej

## Opis jaskini
Jaskinię stanowi niska, ale obszerna sala, do której z otworu wejściowego prowadzi 3-metrowa, szczelinowa studzienka. Na jej dnie znajduje się wejście do sali, a także zaczyna się krótki, 2-metrowy, ciasny ciąg.

## Przyroda
Nacieki w jaskini nie występują. Ściany są mokre, brak jest na nich roślinności.
W jaskini można spotkać pająki, muchówki i ślimaki.

## Historia odkryć
Jaskinię odkryli 11 lipca 2009 roku, a także sporządzili jej plan i opis, Joanna i Jakub Nowakowie z KKTJ Kraków.